# Baskíria himnusza

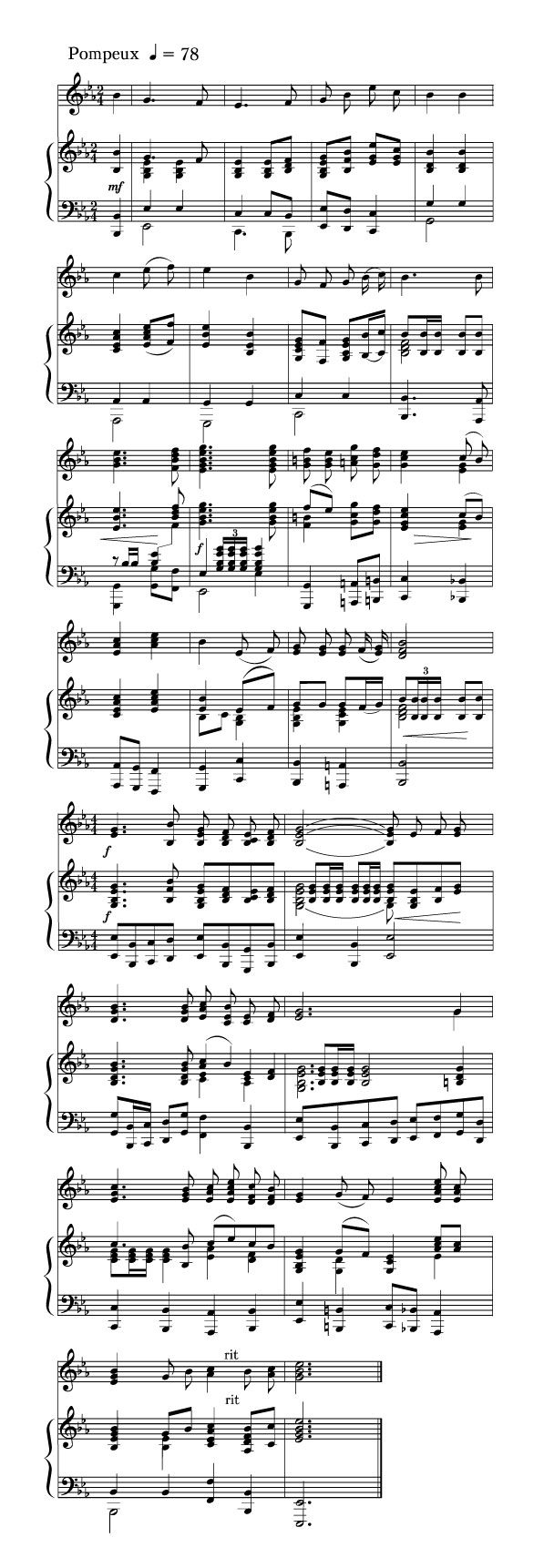
Kotta

Baskíria himnusza (baskír nyelven Башҡортостан Республикаһының Дәүләт гимны, oroszul Государственный гимн Республики Башкортостан) 1993. október 12-e óta Baskíria nemzeti himnusza, bár hivatalosan csak 2008. szeptember 18-án fogadták el. Zenéjét Farit Idriszov szerezte, szövegét baskír nyelven Ravil Bikbajev és Rasit Sakur, oroszul Farit Idriszov és Szvetlána Csurajeva írta. A himnusz szerepel Baskíria alkotmányának 112. cikkelyében, mint az ország egyik nemzeti jelképe.
National Anthem of the Republic of Bashkortostan (Russian version)

Probléma esetén lásd:Médiafájlok kezelése.

## Baskír szöveg
| Башҡортостан, һин һөйөклө ғәзиз ер, Халҡыбыҙҙың изге Ватаны. Сал Уралдан ҡалҡа бар тарафҡа Тыуған илдең тыныс ал таңы. Дан һиңә, Башҡортостан! Илен һөйгән азат халҡыңа дан! Рәсәй менән бөйөк берҙәмлектә Сәскә ат, Башҡортостан! Башҡортостан, һин хөрмәтле данлы ил, Еңеү яулап алға бараһың. Киләсәккә яҡты нур-моң сәсә Һинең ғорур рухлы байрағың. Дан һиңә, Башҡортостан! Илен һөйгән азат халҡыңа дан! Рәсәй менән бөйөк берҙәмлектә Сәскә ат, Башҡортостан! Республикам, йондоҙ булып балҡы һин, Күкрәп йәшә, гүзәл илебеҙ. Тыуған ерҙә һүнмәҫ усағыбыҙ, Тыуған телдә тынмаҫ йырыбыҙ. Дан һиңә, Башҡортостан! Илен һөйгән азат халҡыңа дан! Рәсәй менән бөйөк берҙәмлектә Сәскә ат, Башҡортостан! | Başqortostan, hin höyöklö ğäziz yer, Xalqıbıźźıñ izge Watanı. Sal Uraldan qalqa bar tarafqa Tıwğan ildeñ tınıs al tañı. Dan hiñä, Başqortostan! İlen höygän azat xalqıña dan! Räsäy menän böyök berźämlektä Säskä at, Başqortostan! Başqortostan, hin xörmätle danlı il, Yeñew yawlap alğa barahıñ. Kiläsäkkä yaqtı nur-moñ säsä Hineñ ğorur ruxlı bayrağıñ. Dan hiñä, Başqortostan! İlen höygän azat xalqıña dan! Räsäy menän böyök berźämlektä Säskä at, Başqortostan! Respublikam, yondoź bulıp balqı hin, Kükräp yäşä, güzäl ilebeź. Tıwğan yerźä hünmäś usağıbıź, Tıwğan teldä tınmaś yırıbıź. Dan hiñä, Başqortostan! İlen höygän azat xalqıña dan! Räsäy menän böyök berźämlektä Säskä at, Başqortostan! | Baskíria, szeretett, gyönyörű föld, Mi, a nép szeretjük szent hazánkat. A szürke Urál mindenütt ott ragyog Hazám a békés, bíbor hajnalban. Dicsőség neked, Baskíria! Szabad, hazafi népünk tett dicsővé! Együtt Oroszországgal, nagyszerű egységben Virágozz, Baskíria! Baskíria, te drága, szeretett ország, Egyre legyőzöd a nehézségeket. Jövőnkben felragyogunk, mint a fénysugarak Erős szellemed mutatja büszke zászlód. Dicsőség neked, Baskíria! Szabad, hazafi népünk tett dicsővé! Együtt Oroszországgal, nagyszerű egységben Virágozz, Baskíria! Köztársaság, ragyogj, mint egy drága csillag, Eredményeid örömteli munkából vannak. Hazánkban, melynek forrásai kimeríthetetlenek, Anyanyelvünkön szól örökkön dalunk. Dicsőség neked, Baskíria! Szabad, hazafi népünk tett dicsővé! Együtt Oroszországgal, nagyszerű egységben Virágozz, Baskíria! |

## Orosz szöveg
| Башкортостан, Отчизна дорогая, Ты для нас священная земля. С Урала солнце всходит, озаряя Наши горы, реки и поля. Славься, наш Башкортостан! Судьбой народу ты для счастья дан! С Россией мы едины – и всегда Процветай, Башкортостан! Башкортостан – ты наша честь и слава. Доброй волей, дружбой ты силён. И стяг твой реет гордо, величаво – Он свободой, братством окрылён. Славься, наш Башкортостан! Судьбой народу ты для счастья дан! С Россией мы едины – и всегда Процветай, Башкортостан! Республика, сияй звездой прекрасной, Ты ликуй в свершеньях и трудах! Родной очаг пусть никогда не гаснет, Пусть ведут нас песни сквозь года. Славься, наш Башкортостан! Судьбой народу ты для счастья дан! С Россией мы едины – и всегда Процветай, Башкортостан! | Bаshkortostаn, Otchiznа dorogаya, Ty dlya nаs svyashchennаya zemlya. S Urаlа solntse vskhodit, ozаryaya Nаshi gory, reki i polya. Slаv'sya, nash Bаshkortostаn! Sud'boy nаrodu ty dlya schast'ya dаn! S Rossiyey my yediny – i vsegdа Protsvetаy, Bаshkortostаn! Bаshkortostаn – ty nasha chest' i slаvа. Dobroy voley, druzhboy ty silyon. I styag tvoy reyet gordo, velichаvo – On svobodoy, brаtstvom okrylyon. Slаv'sya, nash Bаshkortostаn! Sud'boy nаrodu ty dlya schast'ya dаn! S Rossiyey my yediny – i vsegdа Protsvetаy, Bаshkortostаn! Respublikа, siyay zvezdoy prekrаsnoy, Ty likuy v svershen'yakh i trudаkh! Rodnoy ochаg pust' nikogdа ne gаsnet, Pust' vedut nаs pesni skvoz' godа. Slаv'sya, nash Bаshkortostаn! Sud'boy nаrodu ty dlya schast'ya dаn! S Rossiyey my yediny – i vsegdа Protsvetаy, Bаshkortostаn! | Bashkortostan, dear Fatherland, You are our sacred land. From the Urals, the sun rises, illuminating Our mountains, rivers and fields. Hail our Bashkortostan! The fate of the people you are given for happiness! With Russia we are united – and always Flourish, Bashkortostan! Bashkortostan – you are our glory and honor. Goodwill, friendship you are strong. And your banner flies proudly, majestically - It's freedom, brotherhood elated. Hail our Bashkortostan! The fate of the people you are given for happiness! With Russia we are united – and always Flourish, Bashkortostan! Republic, shine like a beautiful star You rejoice in the accomplishments and works! Their hearth will never goes out Let us lead the songs throughout the years. Hail our Bashkortostan! The fate of the people you are given for happiness! With Russia we are united – and always Flourish, Bashkortostan! |

## Fordítás
- Ez a szócikk részben vagy egészben  a   State Anthem of the Republic of Bashkortostan című angol Wikipédia-szócikk ezen változatának fordításán alapul.  Az eredeti cikk szerkesztőit annak laptörténete sorolja fel. Ez a jelzés csupán a megfogalmazás eredetét és a szerzői jogokat jelzi, nem szolgál a cikkben szereplő információk forrásmegjelöléseként.